# La boîte à joujoux
La boîte à joujoux è un balletto per bambini in un atto e quattro quadri composto da Claude Debussy nel 1913.

## Storia
Dopo l'insuccesso del balletto Jeux nel 1913 Debussy stava attraversando un periodo difficile, sia per l'aggravarsi dei suoi problemi di salute, sia per le continue difficoltà finanziarie. Nonostante gli acuti dolori ai denti che lo affliggevano durante l'estate di quell'anno, il musicista accettò di buon grado la proposta che gli fece, nel mese di luglio, il pittore André Hellé di comporre la musica per un balletto per bambini di cui egli aveva già scritto il soggetto e realizzato le illustrazioni con tavole a colori.
 Al mondo dell'infanzia Debussy si era già avvicinato nel 1908 con la suite Children's Corner, opera dedicata all'amata figlia Claude-Emma detta Chouchou. Il musicista si dedicò quindi con buona disposizione a questo lavoro scrivendo la partitura per pianoforte e terminandola in ottobre. Nel mese successivo l'opera fu pubblicata da Durand, l'editore parigino di Debussy, con le illustrazioni di Hellé.
Il compositore iniziò quindi a lavorare alla versione orchestrale nella primavera del 1914. Inizialmente gli autori non pensarono a interpellare un coreografo perché l'idea originaria era di rappresentare il balletto con dei burattini e successivamente di affidarlo a dei bambini. L'inizio della guerra però fece sospendere i progetti di realizzazione del balletto e Debussy, preso da numerosi altri impegni, non riuscì a terminare la partitura che rimase incompiuta.
Il musicista morì nel 1918 e l'anno seguente il compositore André Caplet, suo amico, terminò l'orchestrazione de La boîte à joujoux. Il balletto fu rappresentato la prima volta il 10 dicembre 1919 al Théâtre Lyrique di Parigi con la direzione di Désiré-Émile Inghelbrecht, scene e costumi di Hellé e coreografia di Robert Quinault.

## Argomento
Il balletto è composto da quattro quadri con un Preludio e un Epilogo:
- Prélude (Le sommeil de la boîte). Très modéré
- Le magasin de jouets
- Le champ de bataille
- La bergerie à vendre
- Après fortune faite
- Épilogue

In un negozio di giocattoli, dentro a una scatola, sono racchiusi diversi pupazzi. All'accendersi della luce la Bambola esce, inizia a danzare e viene seguita da tutti gli altri giocattoli. Nel turbinio delle danze il Soldatino si innamora della Bambola, ma lei ha già messo gli occhi su Pulcinella, frivolo e inaffidabile. La storia si sposta su di un campo di battaglia dove il piccolo esercito del Soldatino ha sfidato quello del rivale Pulcinella. Dopo lo scontro il Soldatino cade ferito, la Bambola corre in suo soccorso e lo cura mentre Pulcinella si allontana deridendo l'avversario. Una volta guarito il Soldatino può finalmente sposare la Bambola e insieme decidono di comprare una fattoria dove andare a vivere. Dopo molti anni la coppia è felice con i figli mentre l'infido Pulcinella è relegato al compito di guardia campestre. La scena termina in allegria con una vivace polka dopo di che si spengono le luci e la scatola dei giocattoli si chiude con dentro tutti i protagonisti.

## Altre realizzazioni
La prima rappresentazione del balletto nel 1919 ebbe un'ottima accoglienza e nel 1921 il coreografo svedese Jean Börlin decise di riprendere la realizzazione con un adattamento della favola in versione per adulti dove gli esseri umani sono trasformati in giocattoli; i vari personaggi si muovono e danzano come marionette con atteggiamenti stilizzati e un po' meccanici. Questa nuova versione andò in scena a Parigi con i  Ballets suédois al Théâtre des Champs-Élysées il 15 febbraio 1921 ottenendo un grande successo e realizzando negli anni successivi ben 280 repliche.
Il 12 novembre 1923 Louise Virard creò una nuova coreografia al Théâtre national de l'Opéra-Comique utilizzando sempre le scene e i costumi di Hellé; la direzione orchestrale fu di Albert Wolff.
 Nel 1948 Robert Quinault ripropose la sua versione coreografica del 1919 ancora all'Opéra-Comique, con le scene e i costumi di Félix Labisse e la direzione di Richard Blareau.
 La prima realizzazione italiana fu nel 1923 con una versione per marionette del Teatro Colla a Milano. In seguito, negli anni 50, vi furono altre rappresentazioni, sempre per marionette, realizzate dal Teatro dei Piccoli di Vittorio Podrecca.

## Analisi
La boîte à joujoux è un'opera nata dal profondo amore di Debussy per la figlia e ispirata al suo mondo infantile. Come già nella suite pianistica Children's Corner anche qui la musica è vivace, ricca di spunti umoristici, ma al tempo stesso è delicata e carezzevole. Ogni personaggio, così come ha dei movimenti coreografici definiti che lo caratterizzano, è identificato da una connotazione musicale particolare; i movimenti della Bambola sono sottolineati da un valzer che la accompagna per tutta la rappresentazione, il Soldatino è caratterizzato da un motivo militaresco che ricorda una marcia, Pulcinella da brani ironici e irriverenti.
 Dopo il Preludio iniziale, che ricorda la quiete del sonno in cui riposano i pupazzi, il tremolo degli archi segna l'accendersi della luce; al suono di un fonografo tutti i giocattoli si svegliano e iniziano a danzare. Il valzer della Bambola è eseguito dal clarinetto e dal flauto a cui dopo si aggiungono la celesta e gli oboi; il Soldatino marcia su di una musica dal ritmo sincopato. I personaggi secondari partecipano anch'essi alle danze, così Arlecchino che esegue un valzer con volteggi aerei e l'Elefante che è accompagnato da un suono lento e pesante espresso dall'oboe.

## Organico
La versione orchestrale comprende : due flauti, due oboi, corno inglese, due clarinetti, due fagotti, due corni, due trombe, timpani, celesta, pianoforte, archi.